# Liste der Orte in der Gemeinde Ainaro

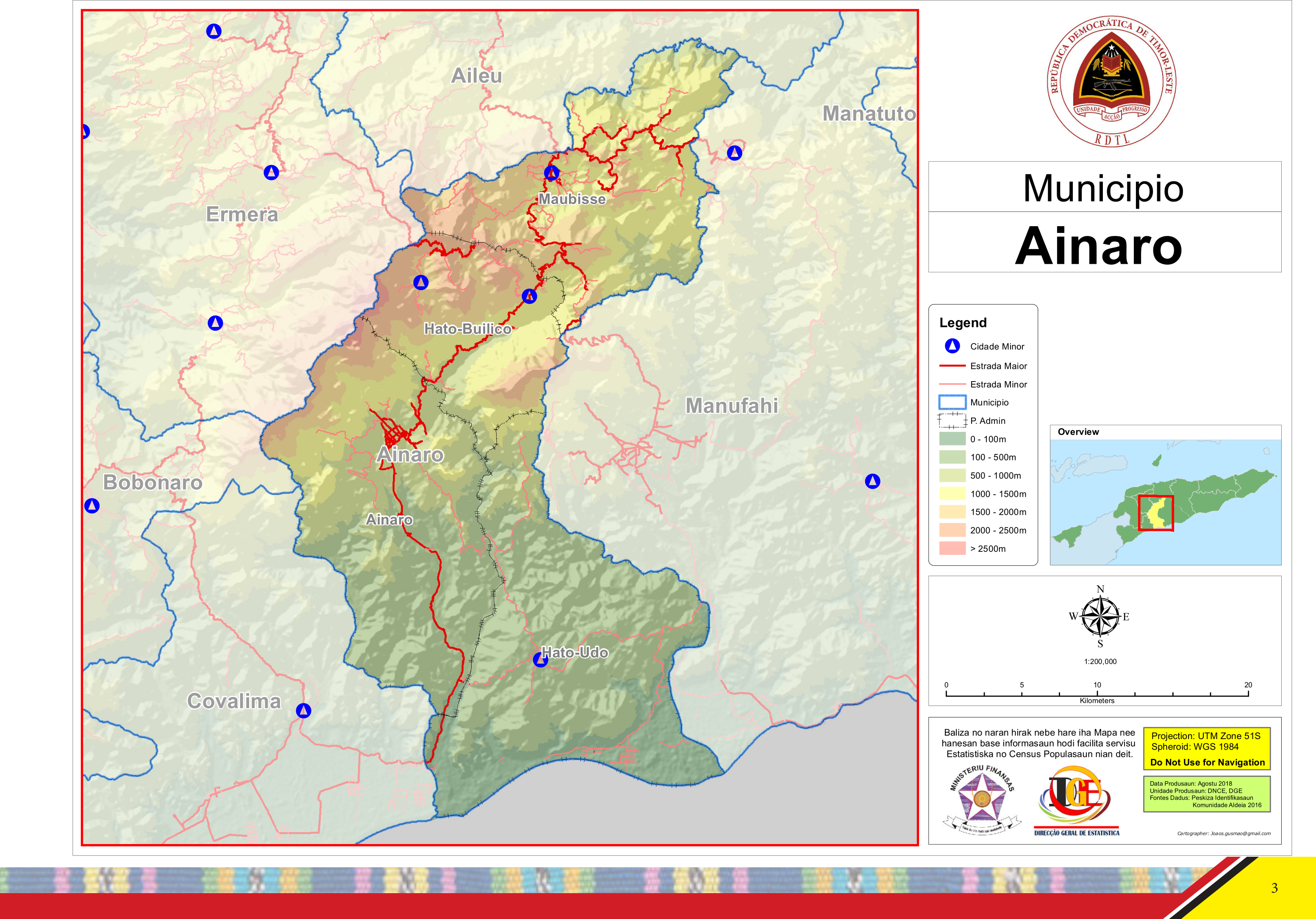
Die Gemeinde Ainaro in Osttimor

Die Liste der Orte in der Gemeinde Ainaro gibt an, welche Ortschaften in jedem Suco der osttimoresischen Gemeinde Ainaro liegen.

## Landkarten

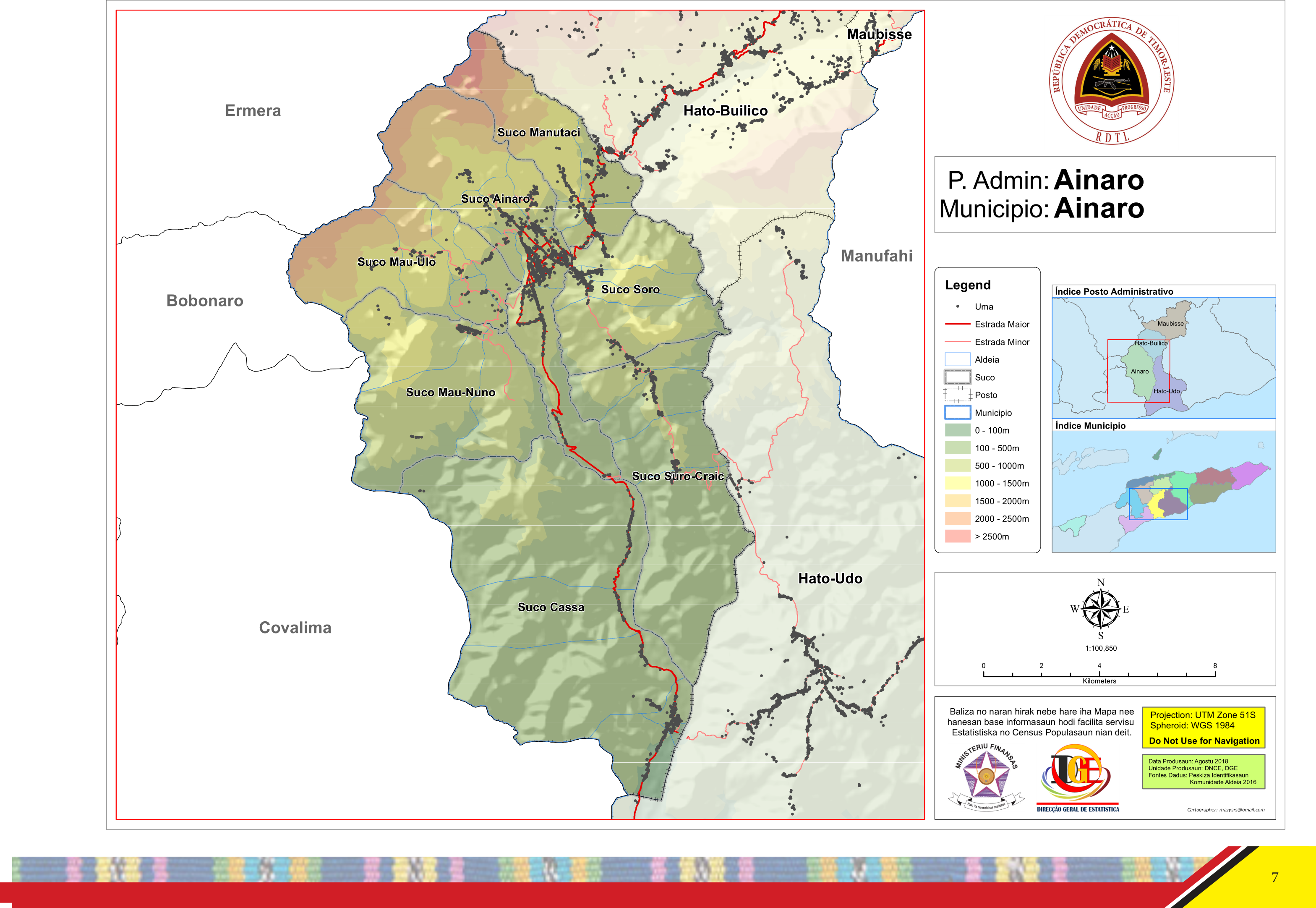
Das Verwaltungsamt Ainaro
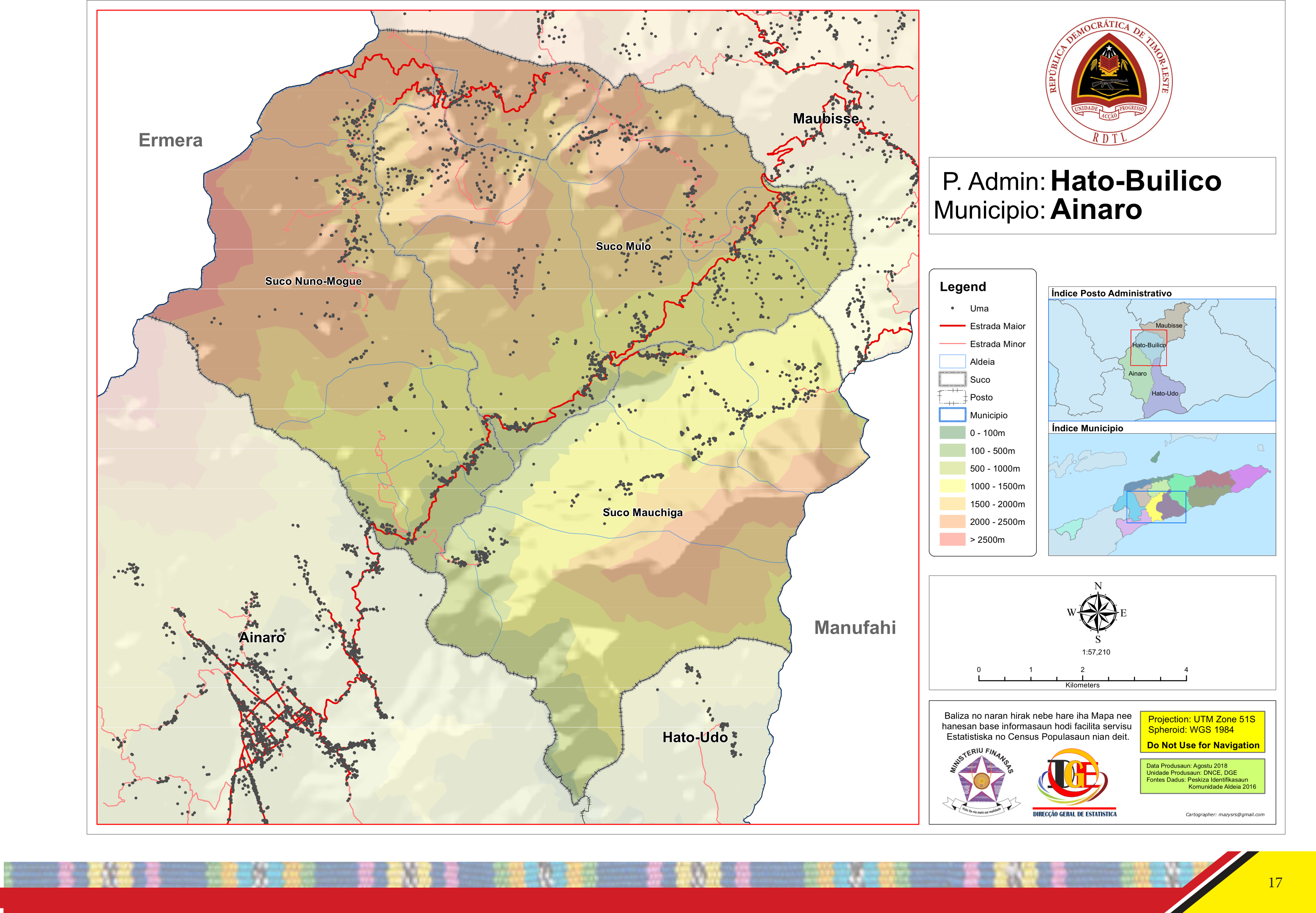
Das Verwaltungsamt Hatu-Builico
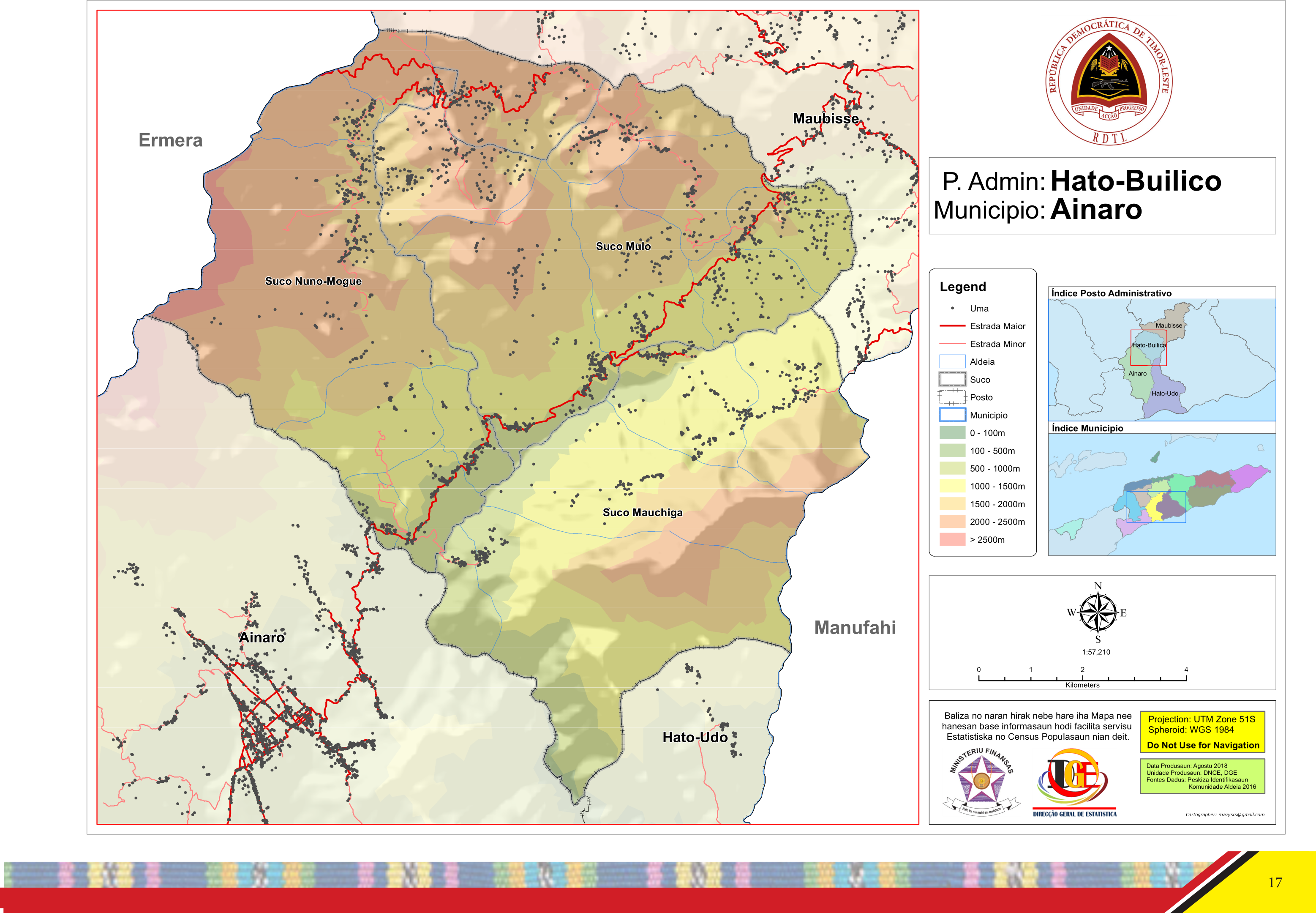
Das Verwaltungsamt Hato-Udo
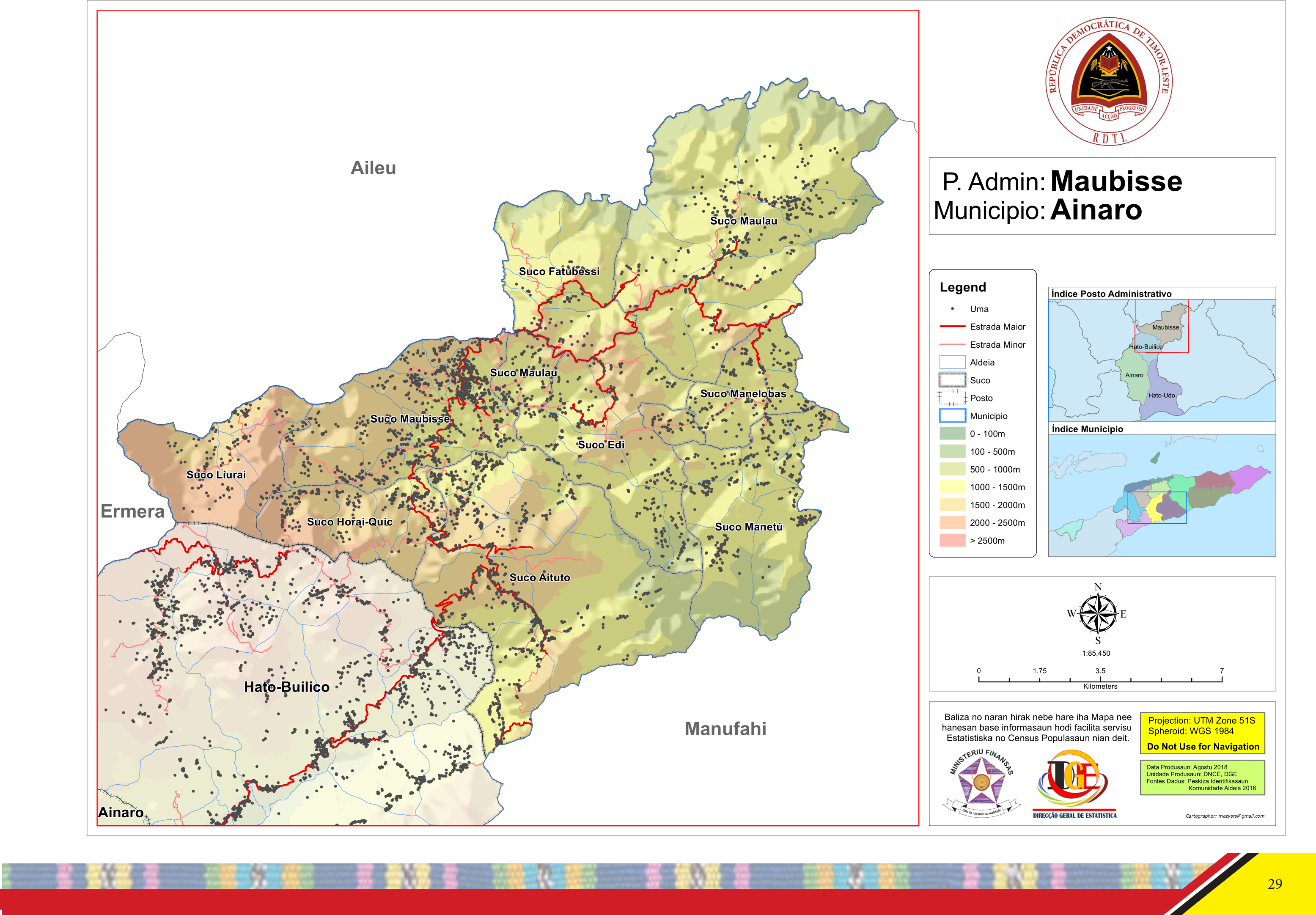
Das Verwaltungsamt Maubisse

## Verwaltungsamt Ainaro

### SucoAinaro

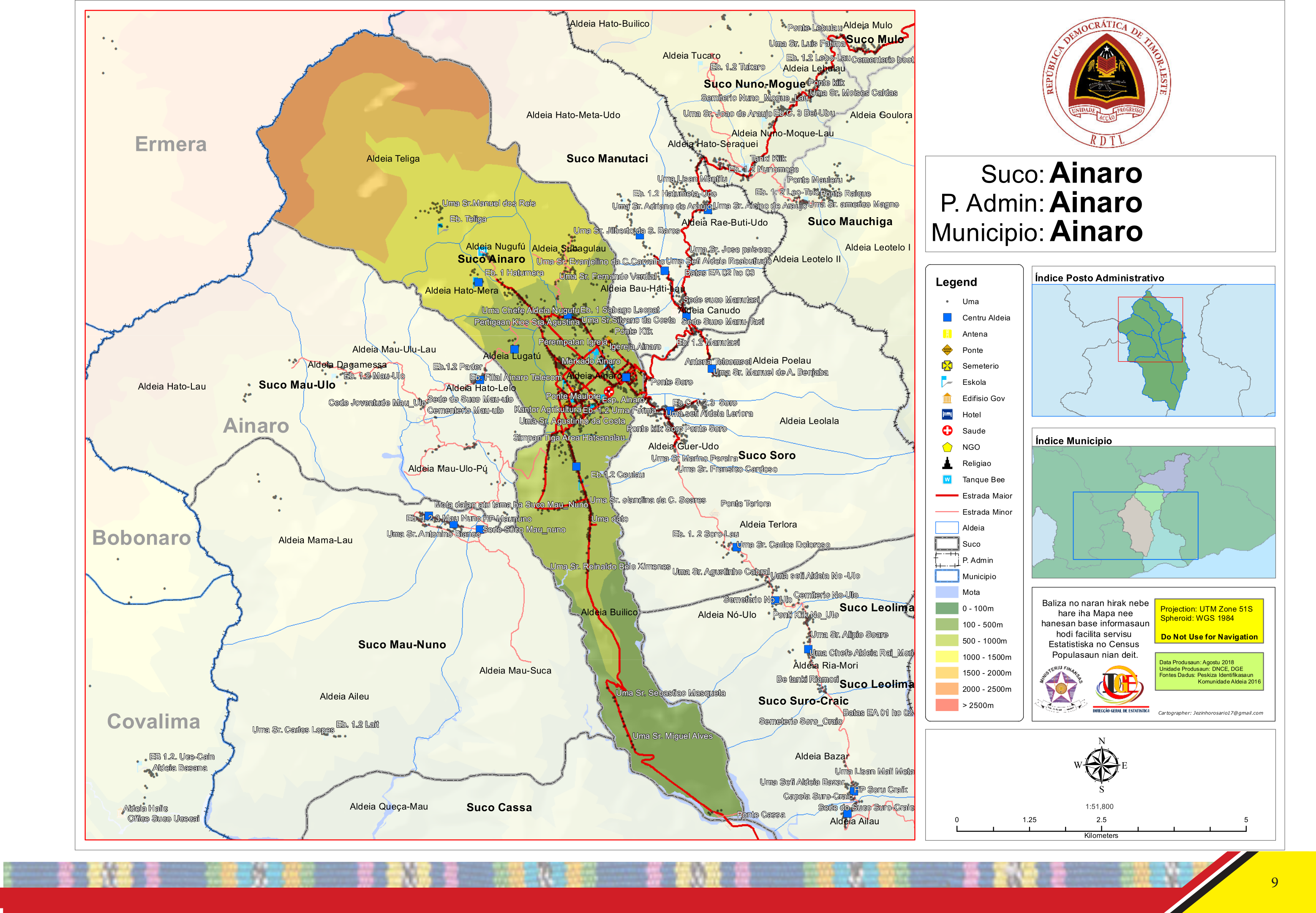
Der Suco Ainaro

- Ainaro
- Builico
- Hato-Mera
- Kertapati
- Lugatú
- Maulore
- Mauulo 1
- Mauulo 2
- Nugufú
- Ponta Cassa
- Sebagulau
- Teliga

### SucoCassa

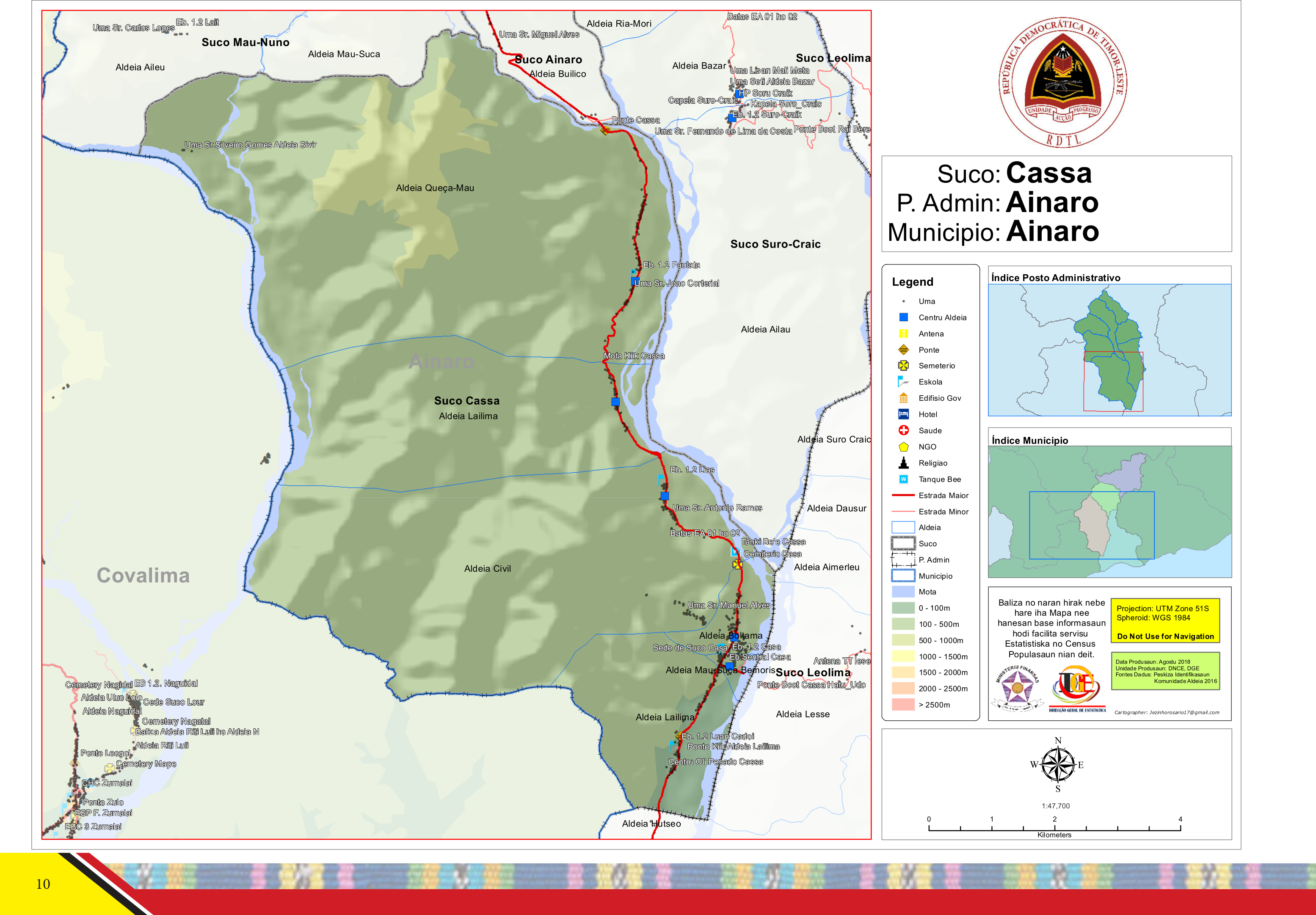
Der Suco Cassa

- Betama
- Cassa
- Civil
- Faulata
- Lias
- Luan Cadoi
- Maudole
- Maununo
- Munoboi
- Pebago
- Sivir
- Unil

### SucoManutaci

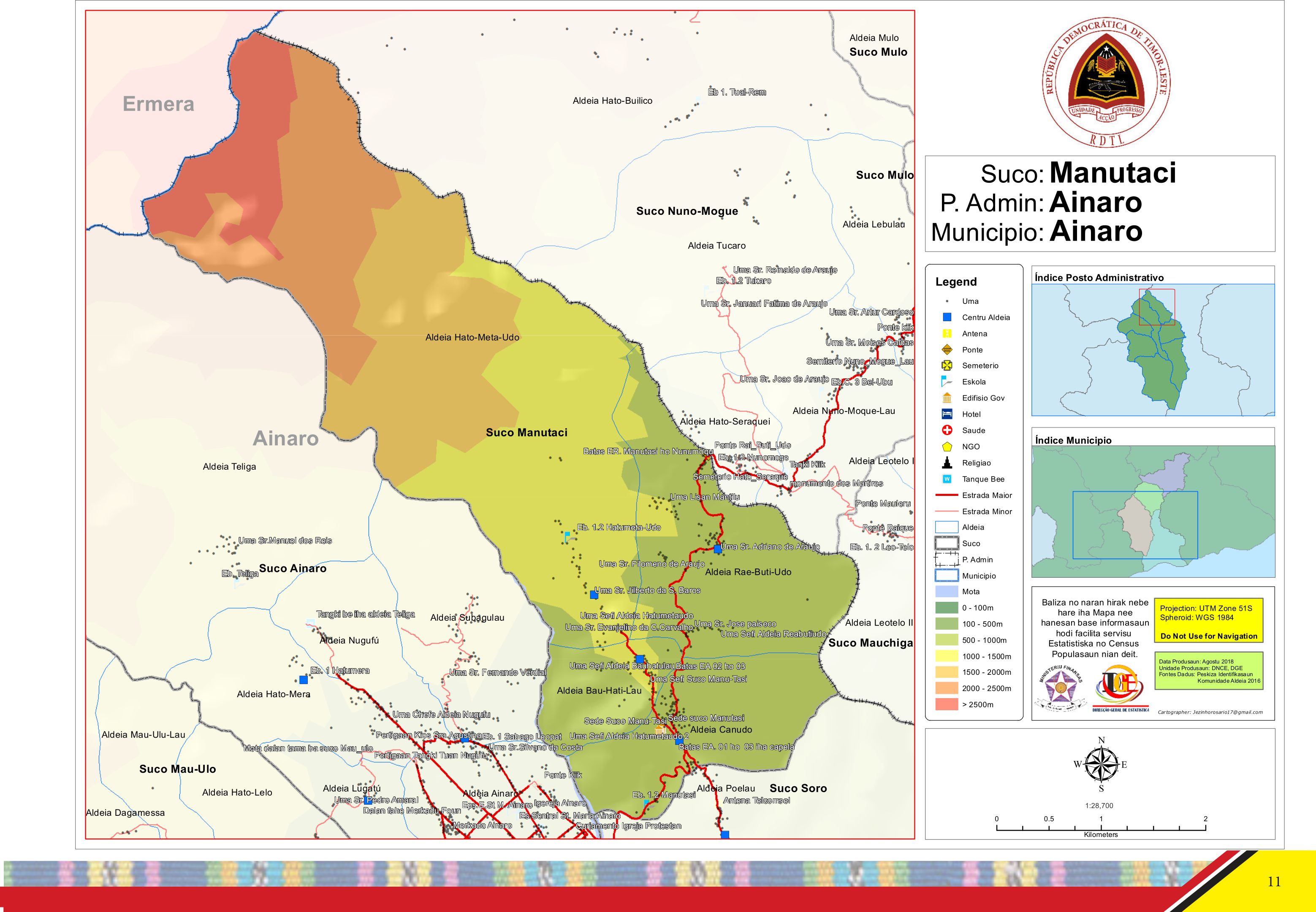
Der Suco Manutaci

- Berluli
- Gugorlau
- Hato-Meta-Udo
- Mantelau
- Mantilu
- Poreme

### SucoMau-Nuno

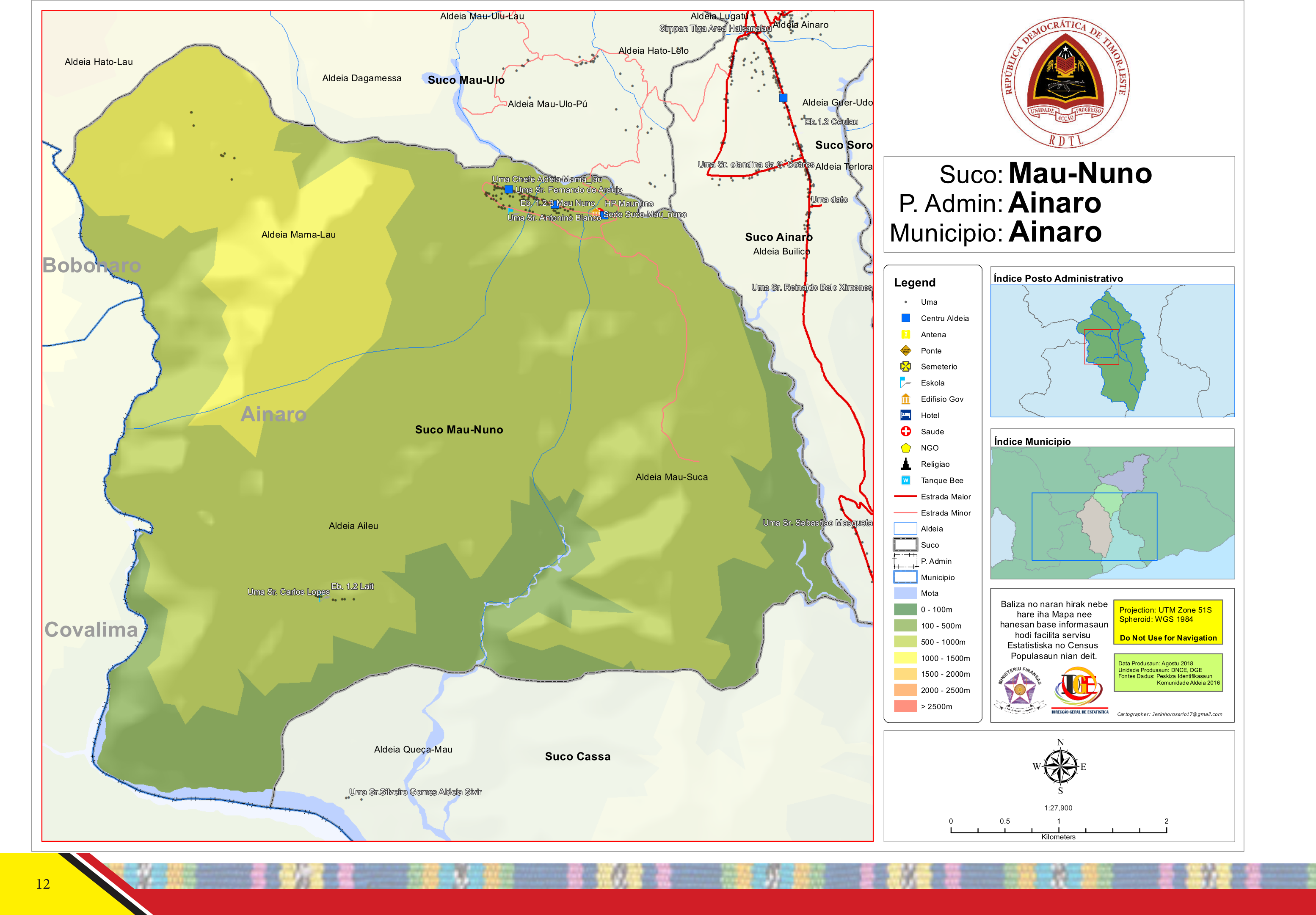
Der Suco Mau-Nuno

- Lait
- Mama-Lau
- Mau-Nuno

### SucoMau-Ulo

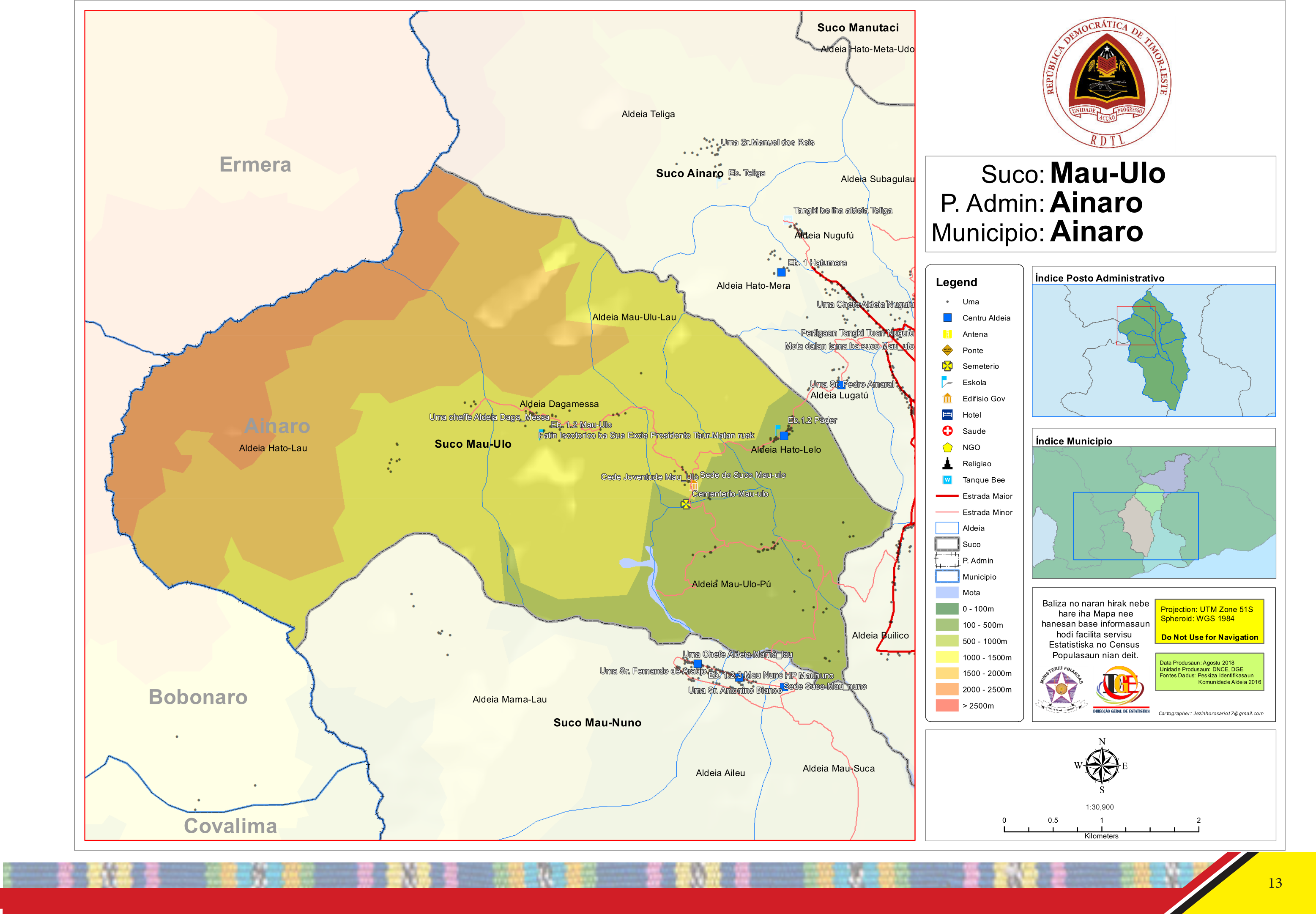
Der Suco Mau-Ulo

- Dagamessa
- Mau-Ulo
- Pader

### SucoSoro

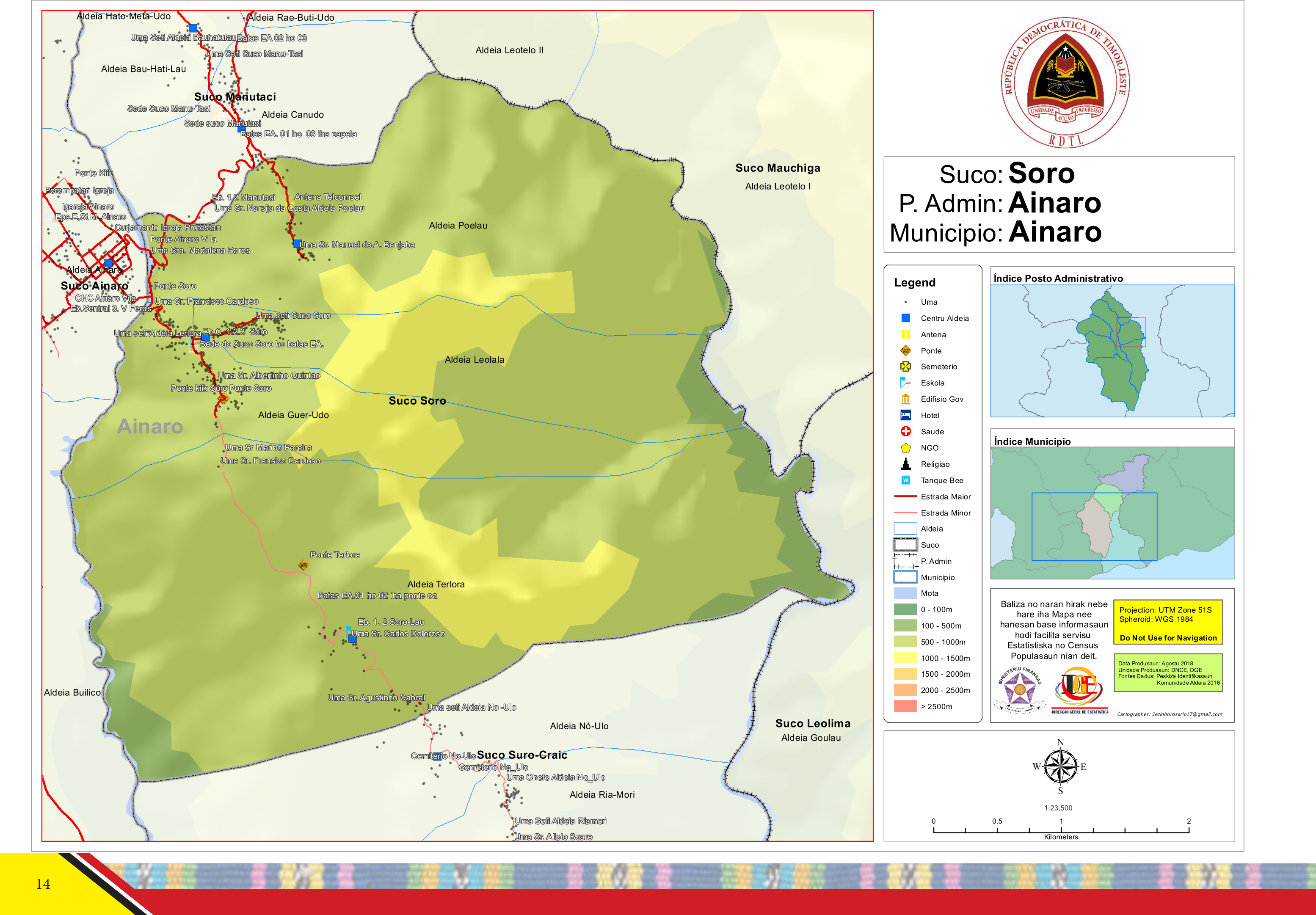
Der Suco Soro

- Karlele
- Mamurlau
- Soro

### SucoSuro-Craic

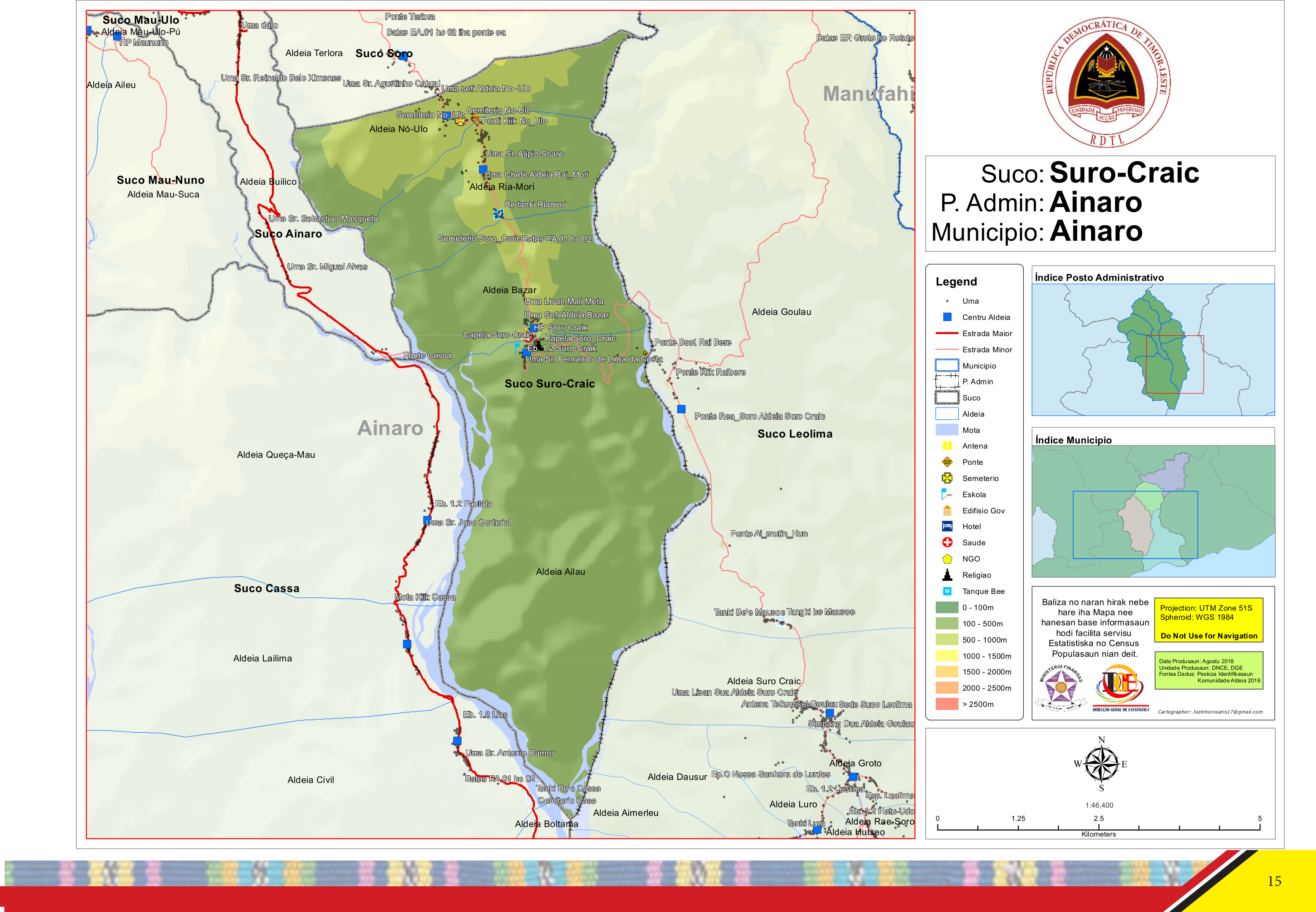
Der Suco Suro-Craic

- Ailau
- Bazar
- Nó-Ulo
- Orema
- Ria-Mori
- Suro-Craic

## Verwaltungsamt Hato-Udo

### SucoFoho-Ai-Lico

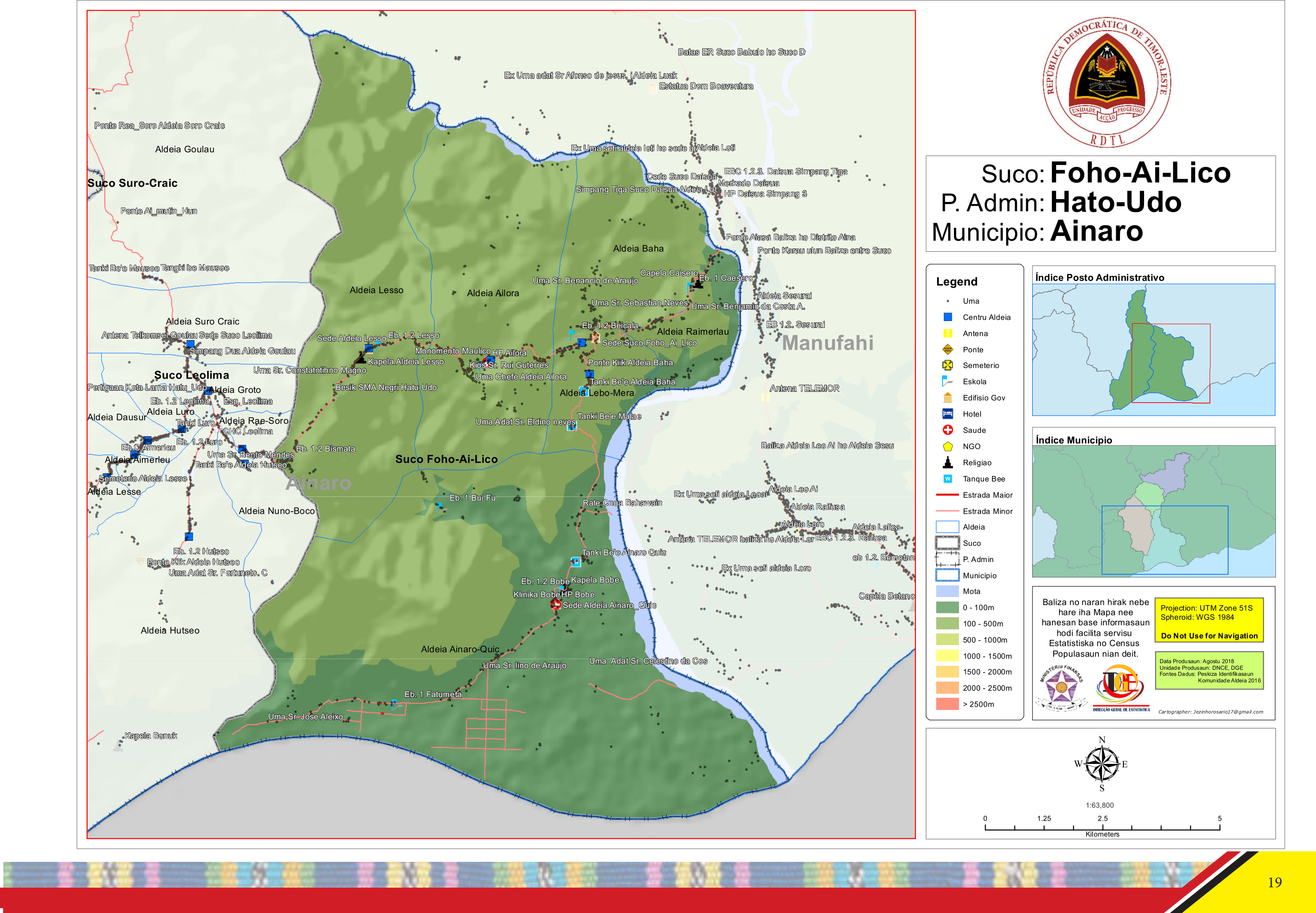
Der Suco Foho-Ai-Lico

- Ailora
- Aimorbada
- Akadirularan
- Akarlaran
- Beikala
- Beko
- Bekumu
- Bemalai
- Bismata
- Boramba
- Bobe
- Buifu
- Fatualas
- Fatukabelak
- Fatumeta
- Groto
- Gulala
- Karsabar
- Kaisera
- Kulolola
- Lale
- Lebo-Mera
- Lesso
- Maulico
- Rate Cnua Bahawain

### SucoLeolima

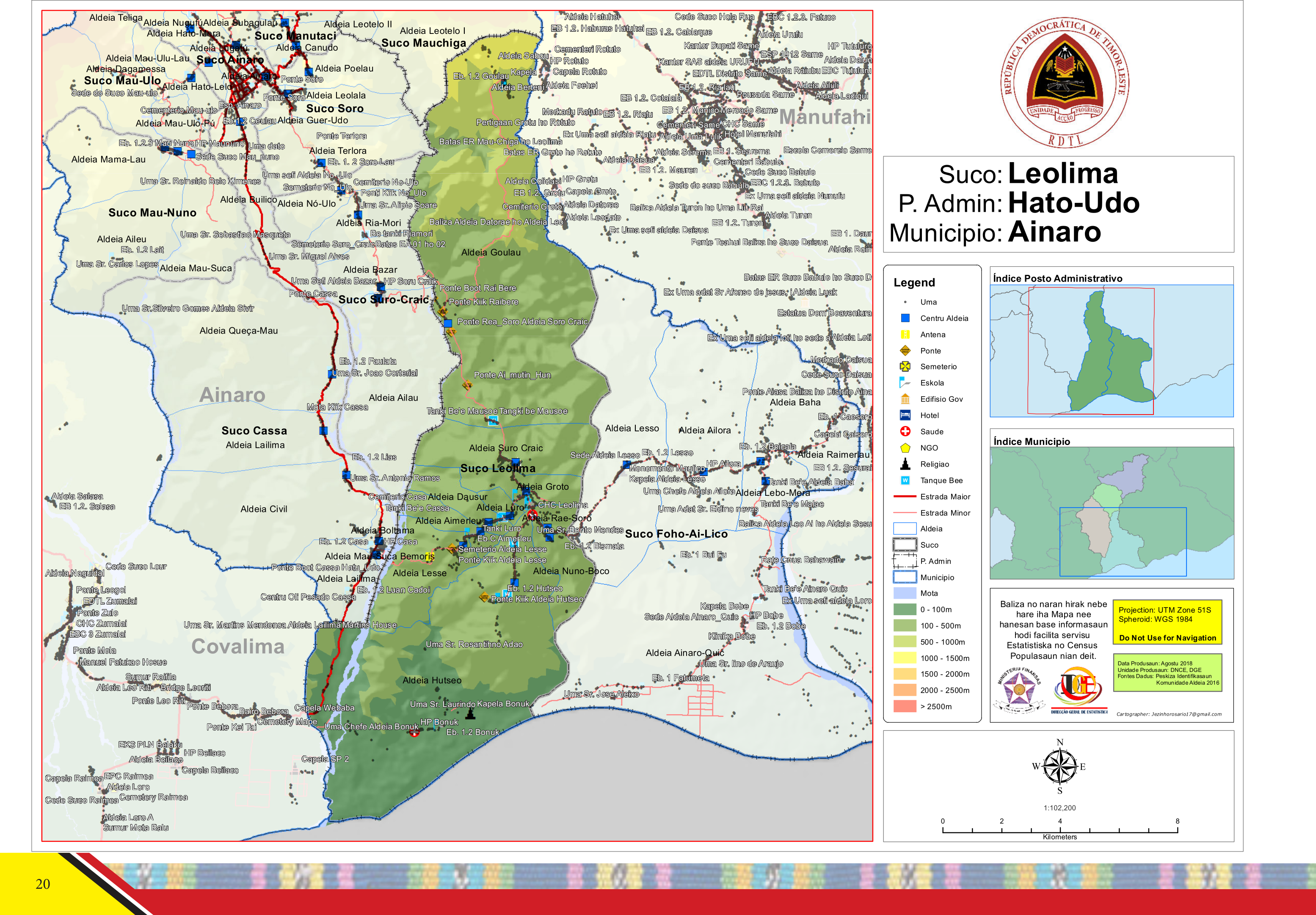
Der Suco Leolima

- Aimerleu
- Bonuc
- Dausur
- Goulau
- Groto
- Hato-Udo
- Hutseo
- Hutseo 2
- Lesse
- Luro
- Mausoe
- Nuno-Boco
- Rae-Soro
- Raibere
- Suro-Craic

## Verwaltungsamt Hatu-Builico

### SucoMauchiga

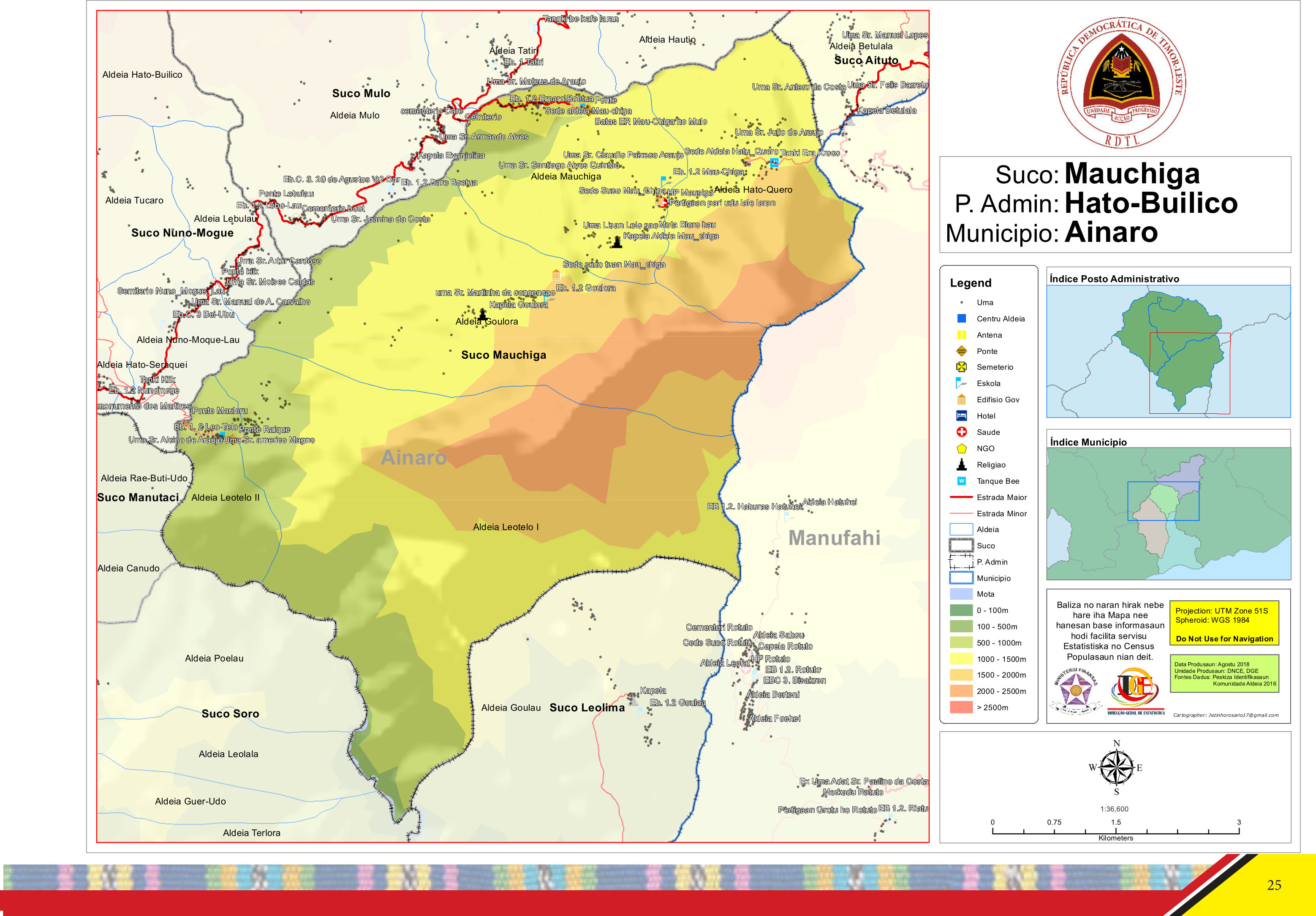
Der Suco Mauchiga

- Boetua
- Ernaro
- Goulora
- Hato-Quero
- Karaulun
- Leotelo
- Mauchiga

### SucoMulo

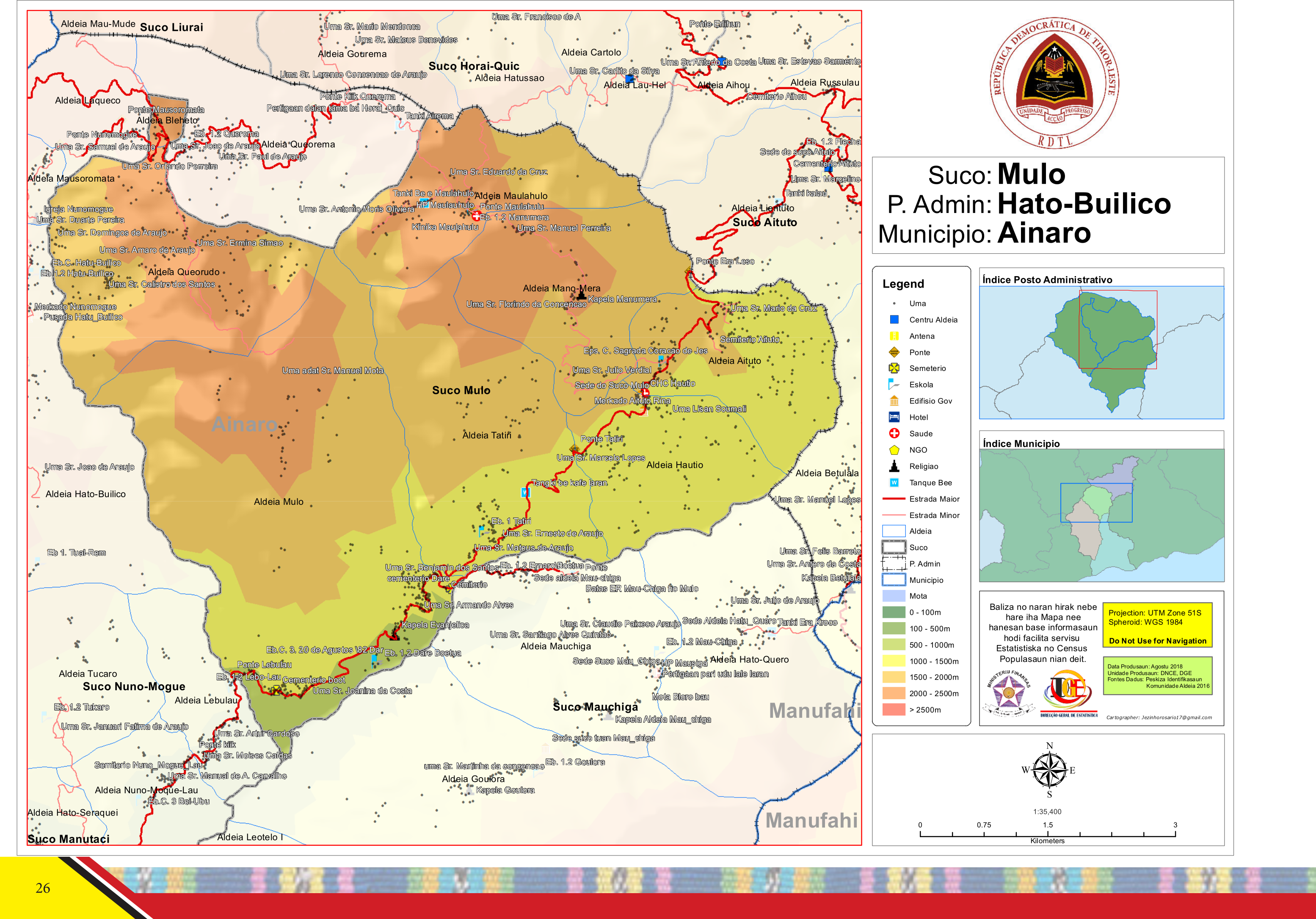
Der Suco Mulo

- Aituto
- Bleheto
- Dare
- Dare Boetua
- Hautio
- Mano-Mera
- Maulahulo
- Queorudo
- Suruhati
- Tatiri Baru
- Tatiri Lama

### SucoNuno-Mogue

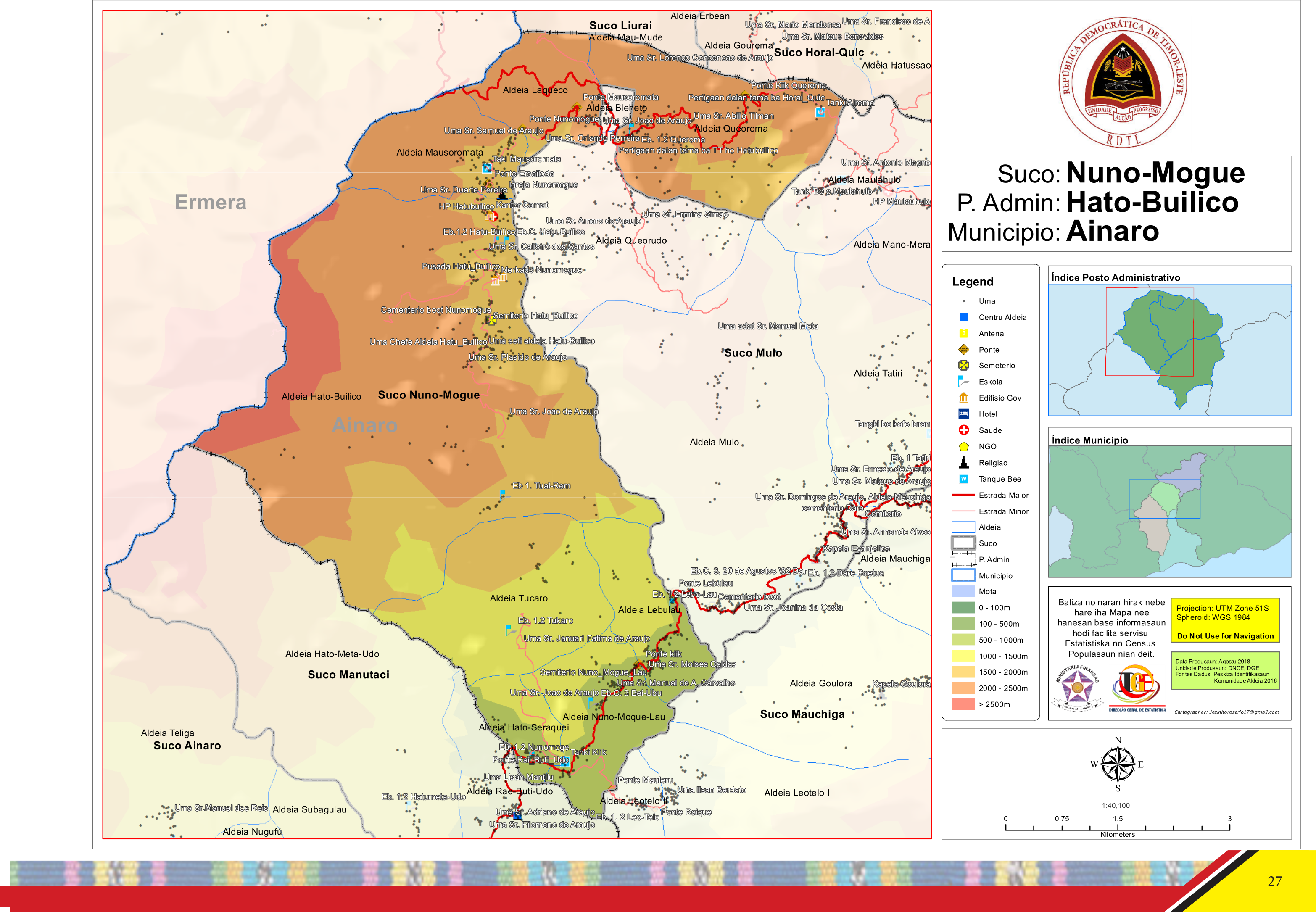
Der Suco Nuno-Mogue

- Airema
- Hatu-Builico
- Laqueco
- Lebulau
- Leobutu
- Mausoromata
- Morocati
- Nuno-Mogue
- Nuno-Mogue-Lau
- Queorema
- Tual-Rem
- Tucarocoiloco

## Verwaltungsamt Maubisse

### SucoAituto

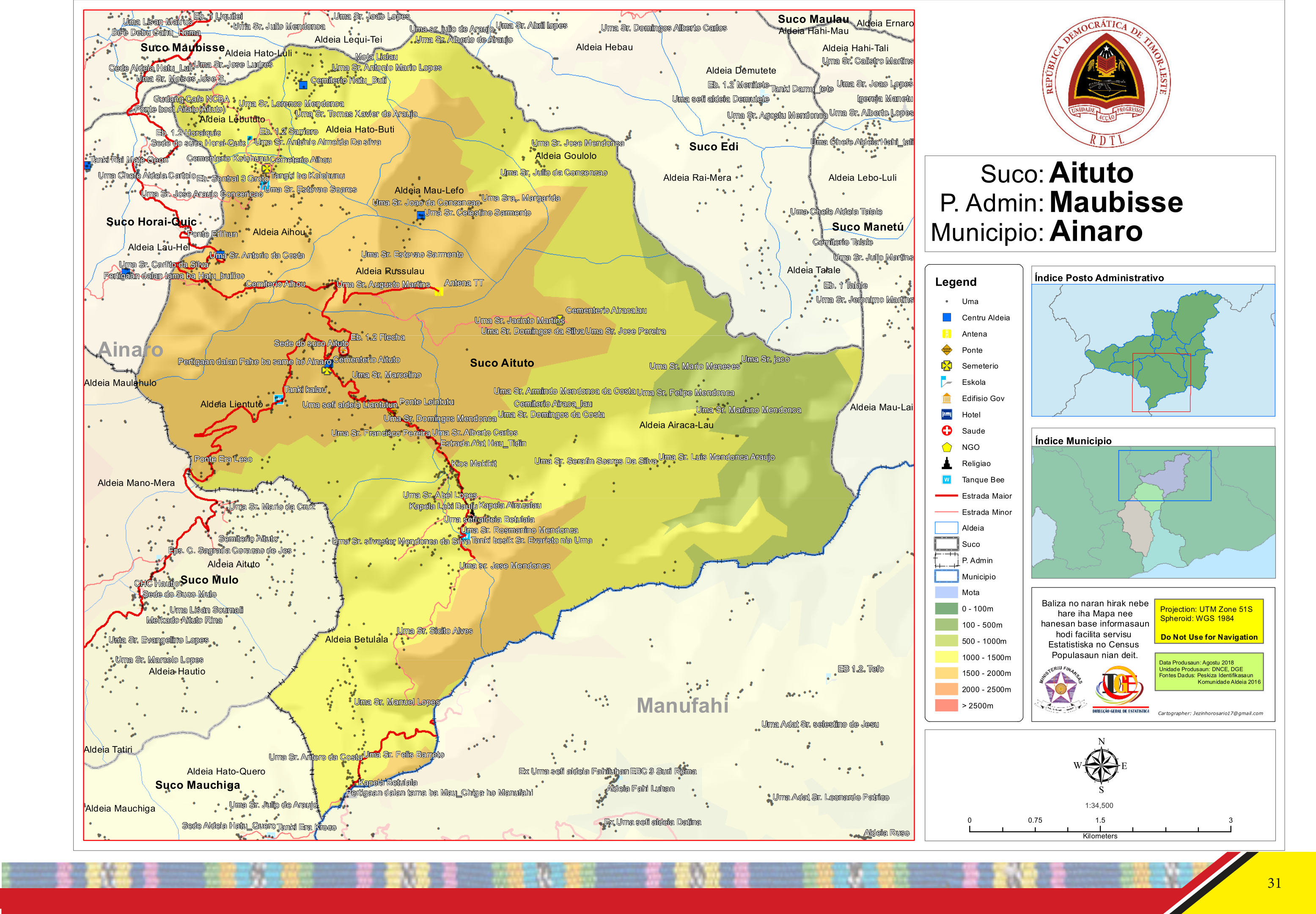
Der Suco Aituto

- Aihou
- Airaca-Lau
- Betulala
- Era Leso
- Flisac
- Goulolo
- Hato-Buti
- Kolohunu
- Lebututo
- Lientuto
- Manosahe
- Mau-Lefo
- Russulau
- Samoro

### SucoEdi

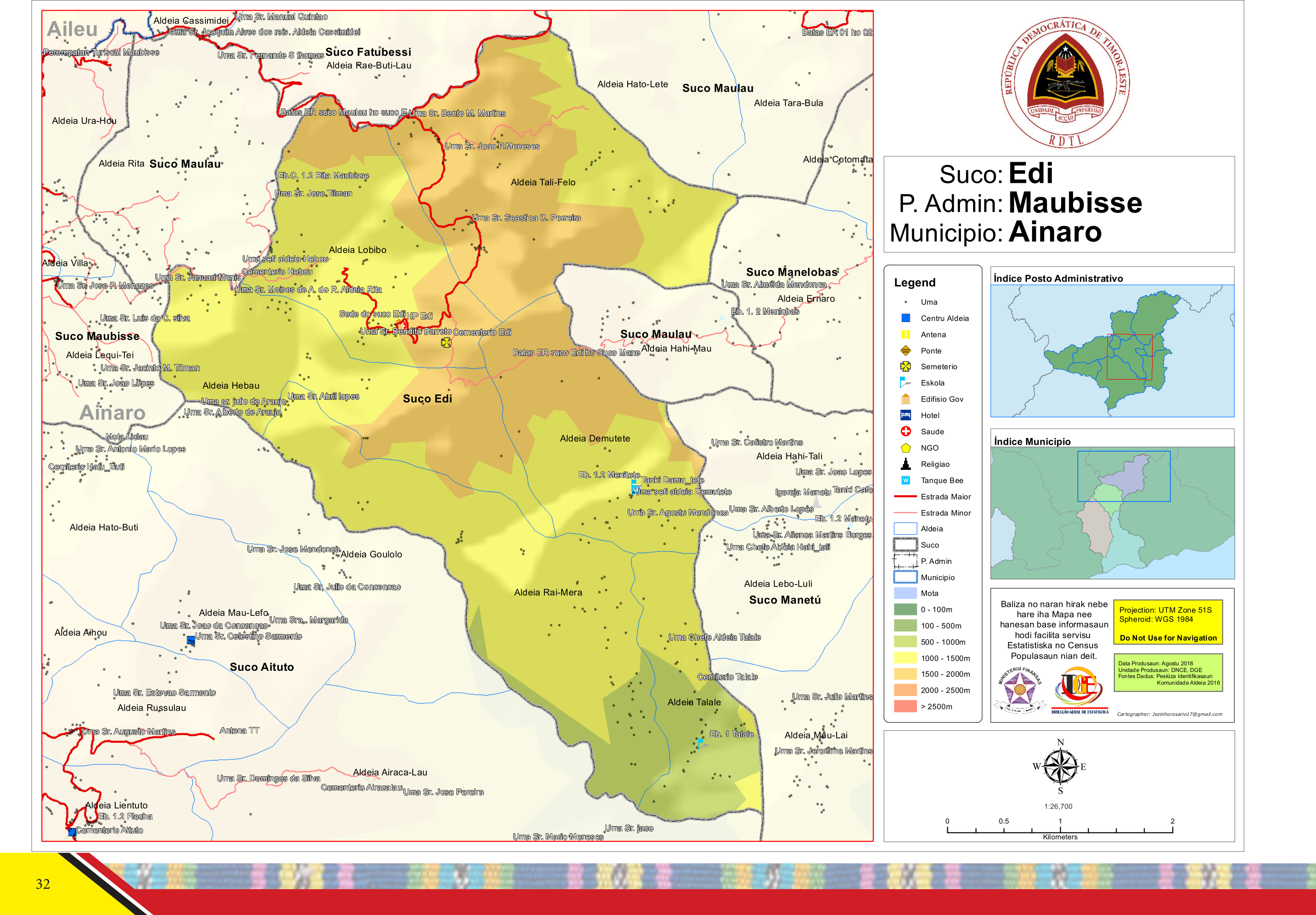
Der Suco Edi

- Hebau
- Lobibo
- Menitete
- Rai-Mera
- Talale
- Tali-Felo

### SucoFatubessi

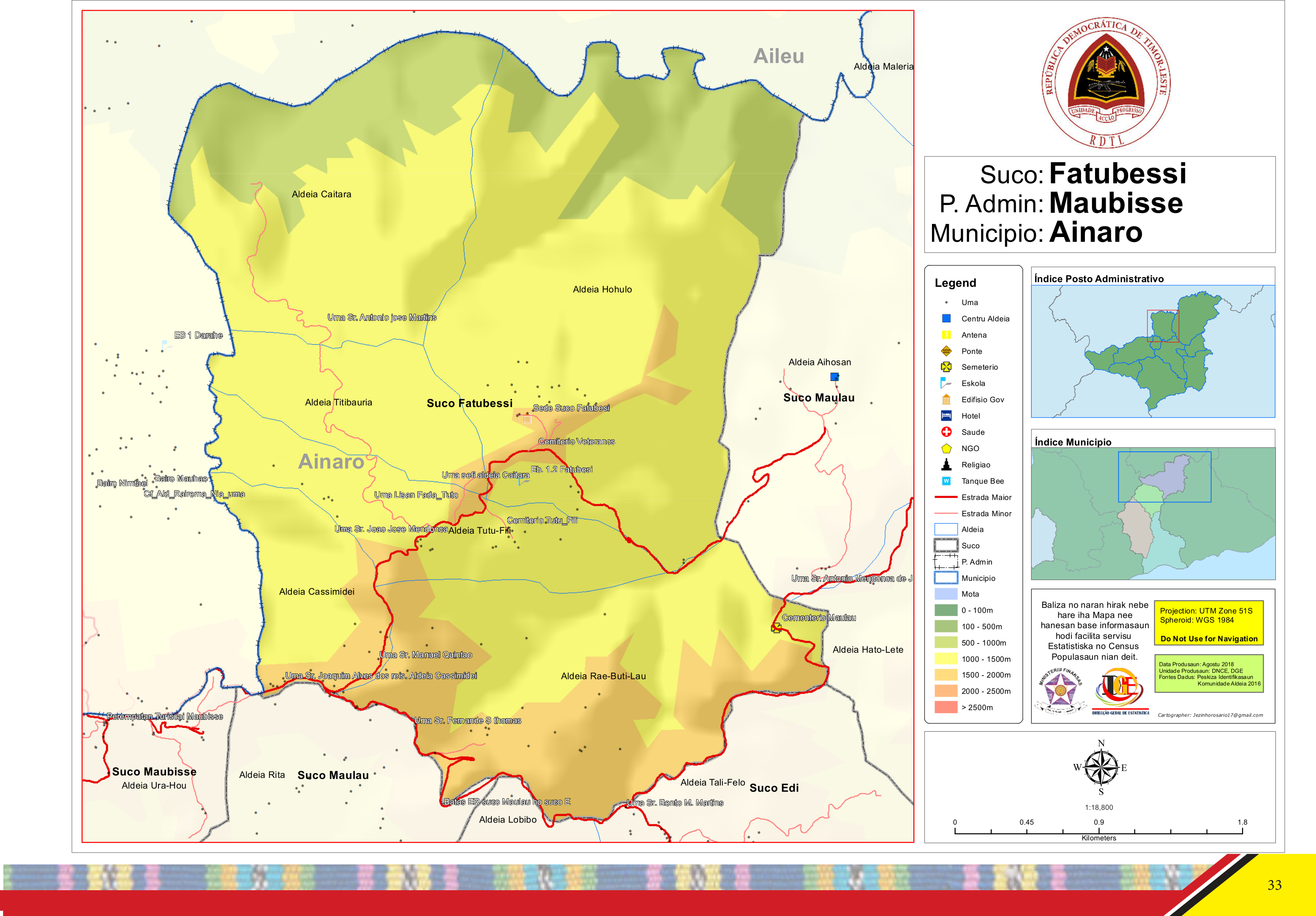
Der Suco Fatubessi

- Caitara
- Cassimidei
- Fada Tuto
- Hohulo
- Titibauria
- Tutu-Fili

### SucoHorai-Quic

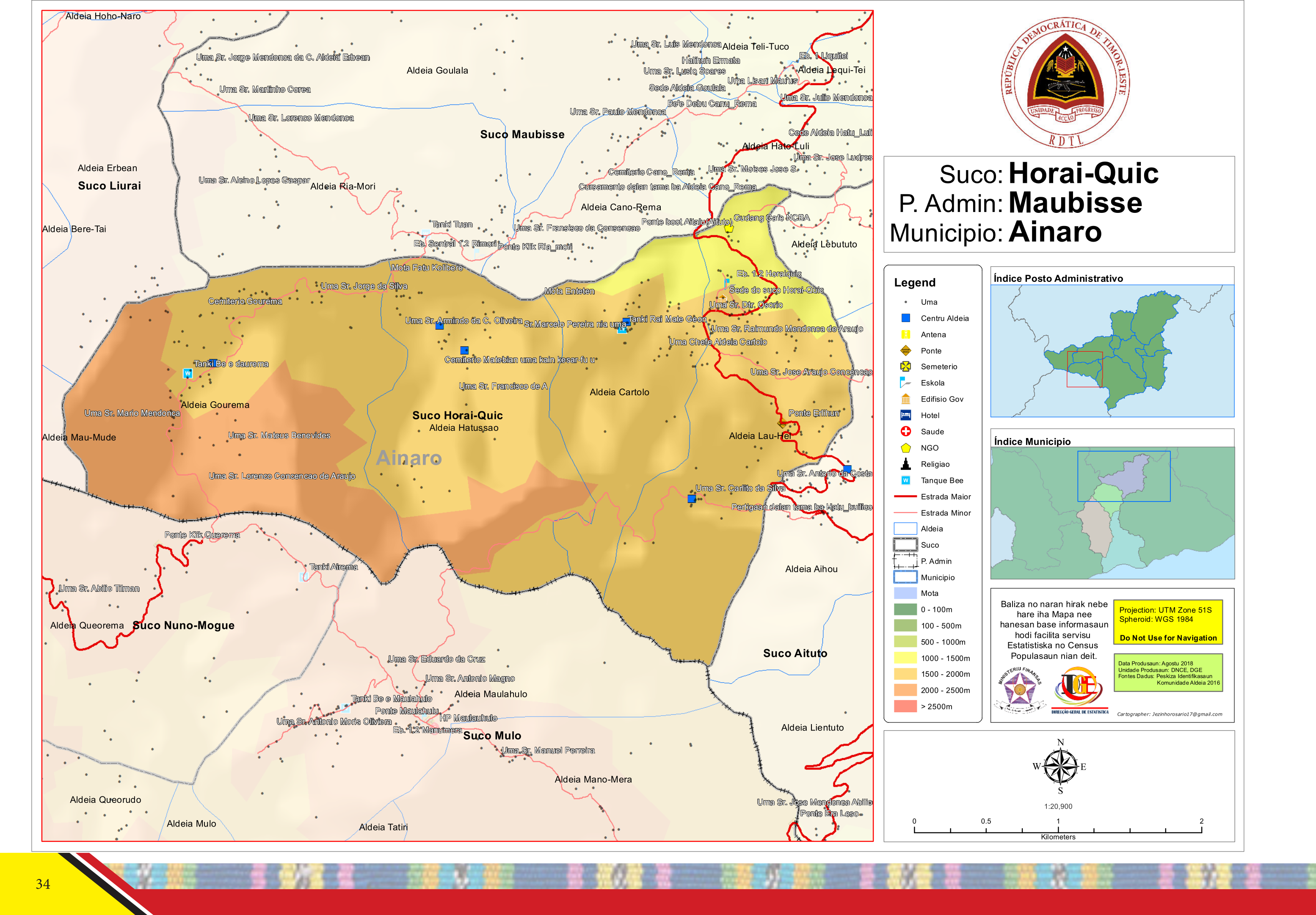
Der Suco Horai-Quic

- Cartolo
- Erlihun
- Gourema
- Hatussao
- Hiut Lel
- Lau-Heli
- Tutu-Fili

### SucoLiurai (Maubisse)

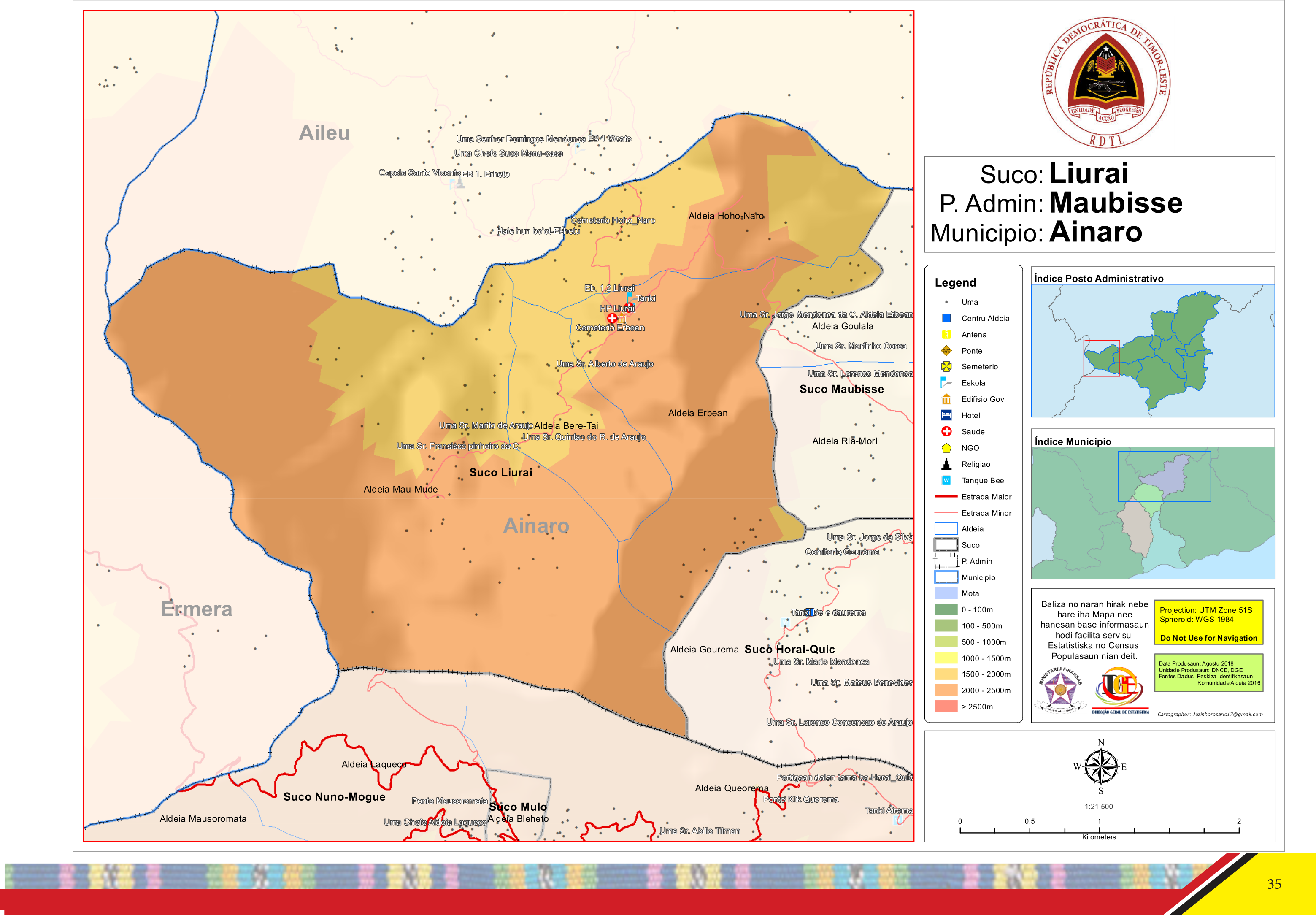
Der Suco Liurai

- Bere-Tai
- Erbean
- Hoho-Naro

### SucoManelobas

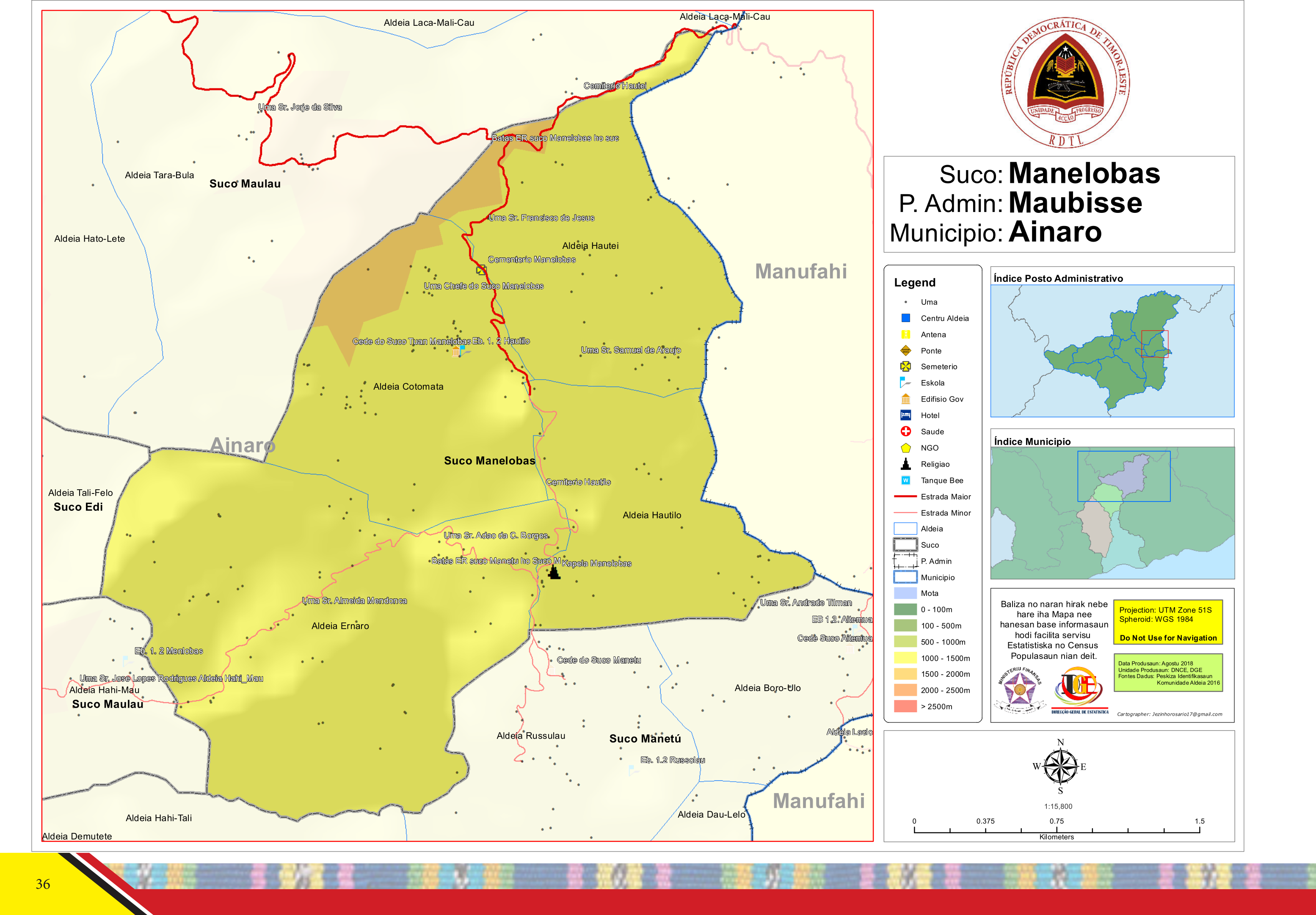
Der Suco Manelobas

- Cotomata

### SucoManetú

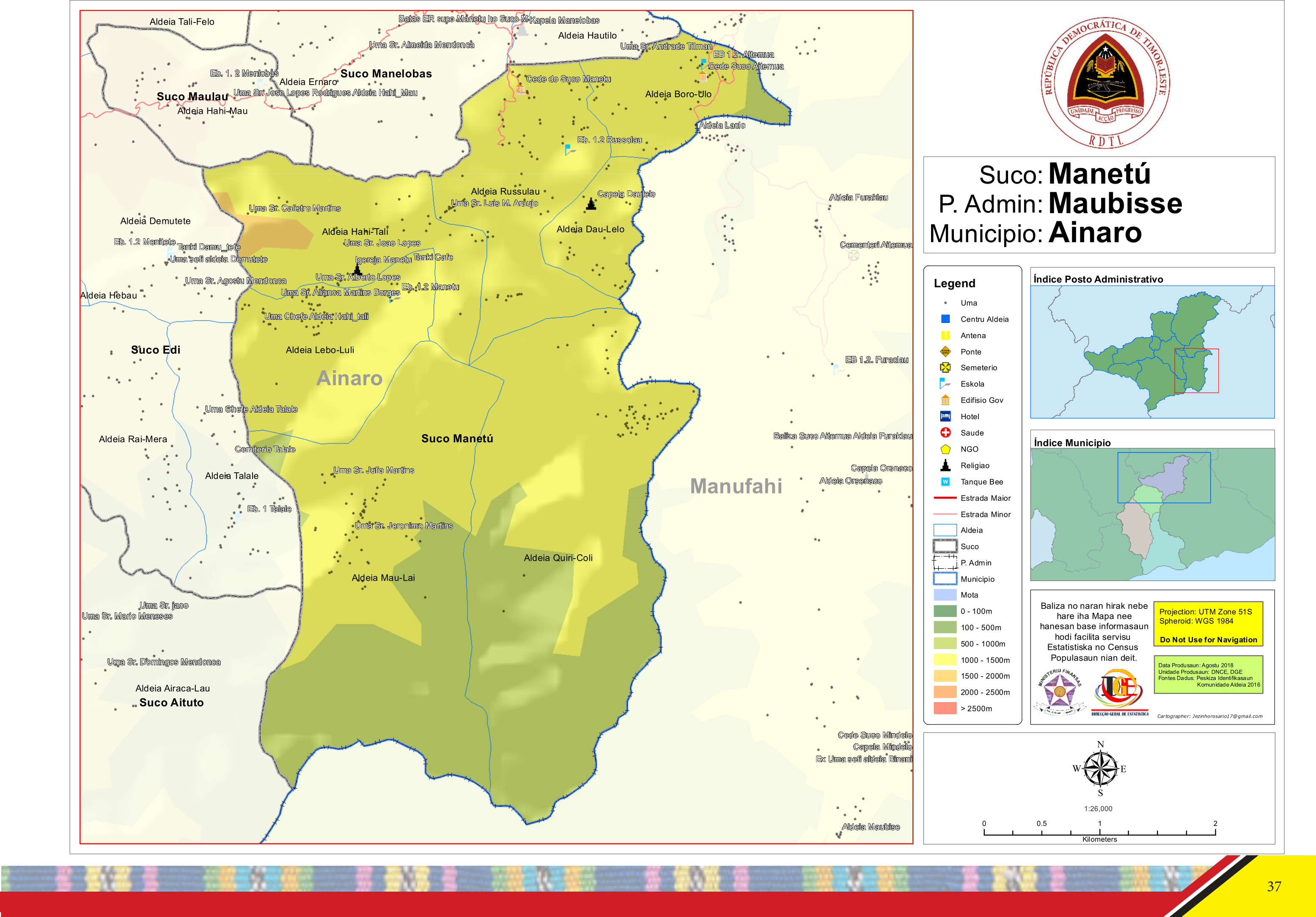
Der Suco Manetú

- Boro-Ulo
- Dau-Lelo
- Lebo-Luli
- Mau-Lai
- Quiri-Coli
- Russulau

### SucoMaubisse

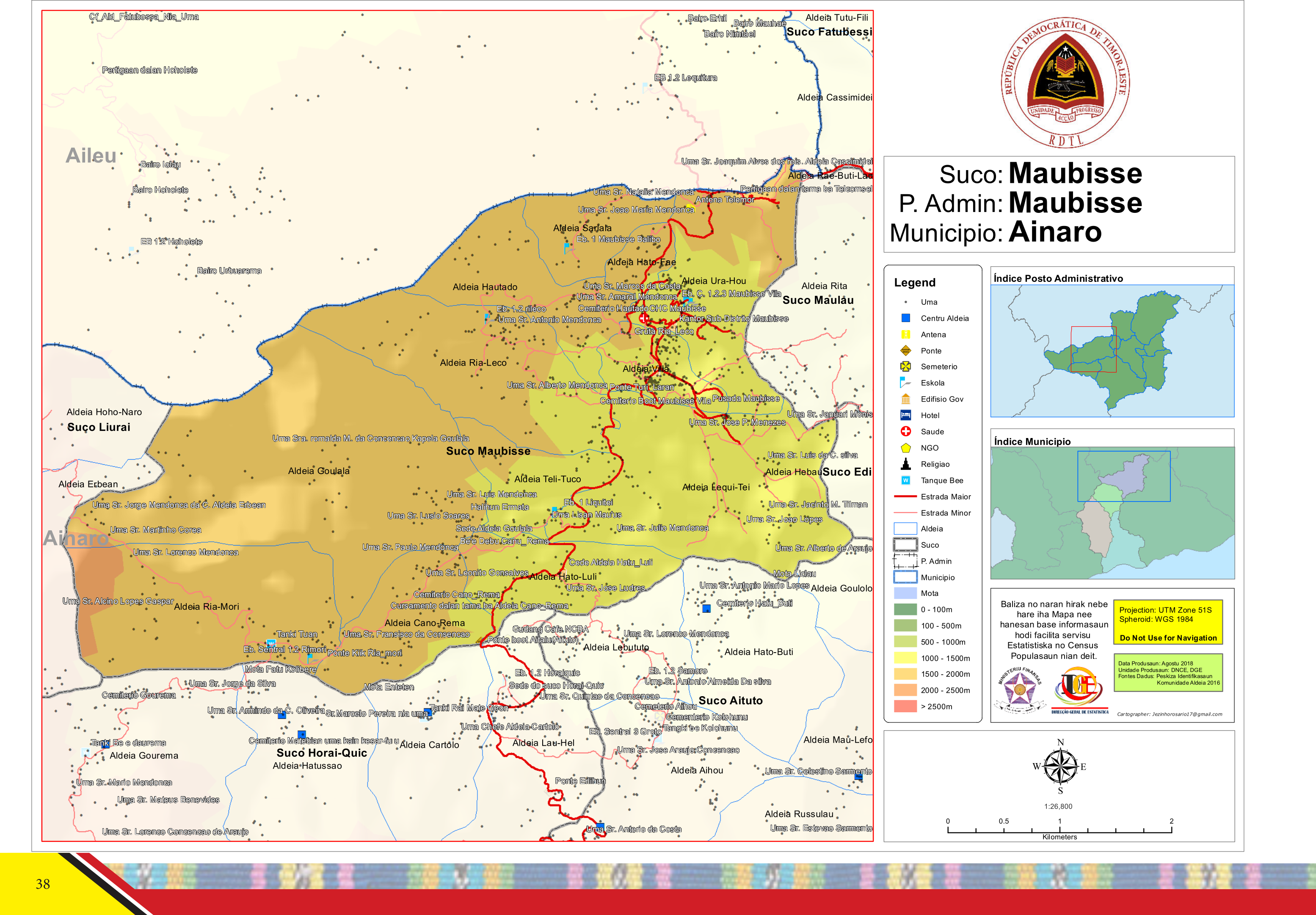
Der Suco Maubisse

- Cano-Rema
- Hato-Fae
- Hato-Luli
- Hautado
- Lebibo
- Maubisse
- Ria-Leco
- Ria-Mori
- Sarlala
- Tartehi

### SucoMaulau

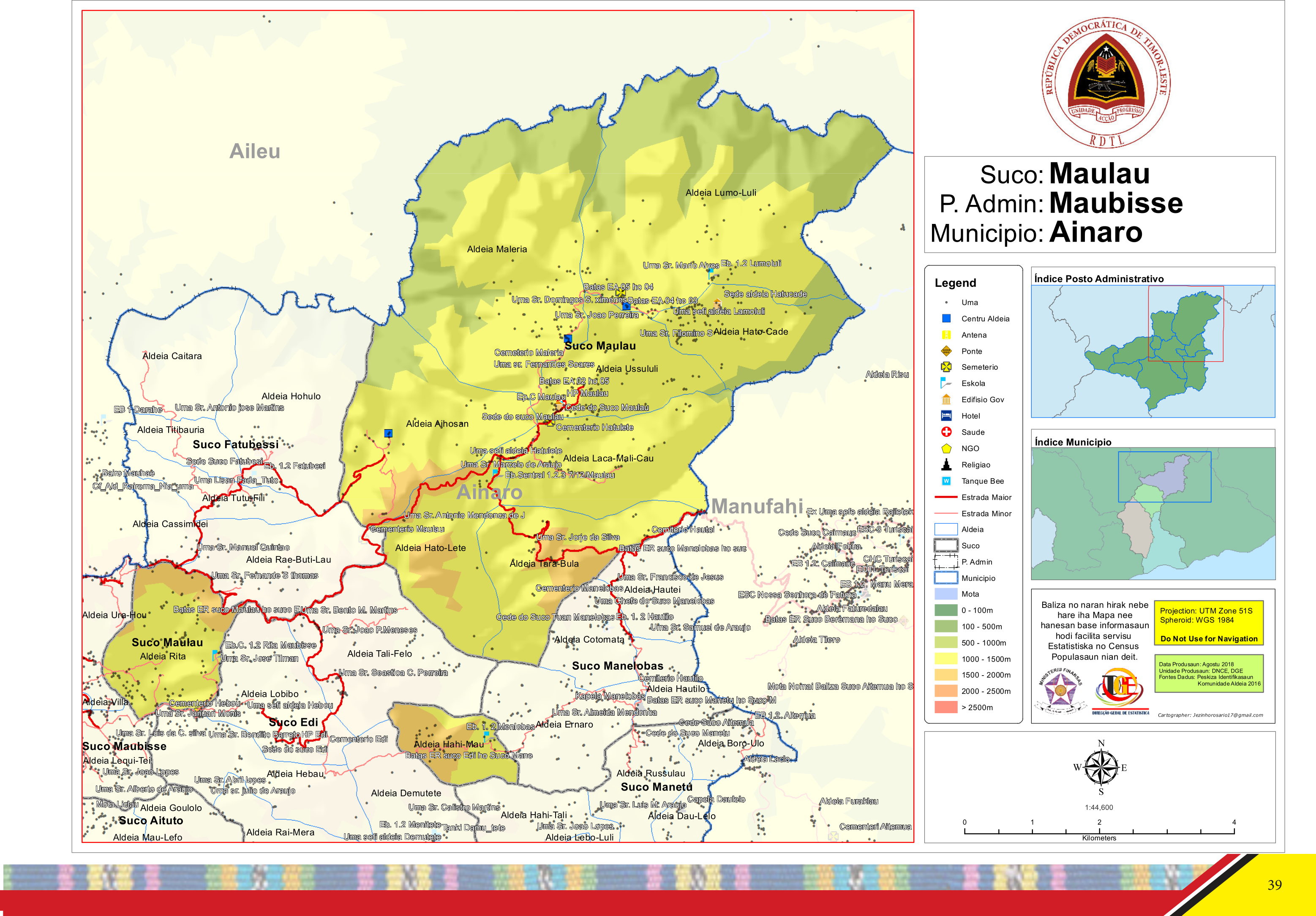
Der Suco Maulau

- Aihosan
- Hahi-Mau
- Hato-Cade
- Hato-Lete
- Laca-Mali-Cau
- Lumo-Luli
- Maleria
- Rita
- Tara-Bula
- Ussululi

## Belege
Die Schreibweise der Ortsnamen folgt, sofern vorhanden, den Angaben zu den administrativen Einteilungen in:
- Jornal da República: Diploma Ministerial n.° 199/09 (portugiesisch; PDF; 323 kB)

Die Liste der Ortschaften basiert auf dem Atlas der Gemeinde Ainaro (2019) der Direcção-Geral de Estatística, mit Zuhilfenahme der Karten des Timor-Leste GIS-Portal (2007) und der UNMIT (2008). Bei unterschiedlicher Schreibweise der Ortsnamen wird den Angaben des Jornal da Républica gefolgt. Die anderen Schreibweisen für einzelne Orte finden sich in den Artikeln zu den einzelnen Ortschaften.
- Karte mit allen verlinkten Seiten:
- OSM |
- WikiMap